# 大日本帝国憲法第6条
大日本帝国憲法第6条（だいにほん/だいにっぽん ていこくけんぽう だい6じょう）は、大日本帝国憲法第1章にある、天皇が法律を公布する際の規定である。天皇による法律の裁可は、天皇が法律を不裁可にする場合を踏まえると、議会に対する天皇の拒否権であった。ただし行使された例はない。

## 現代風の表記
天皇は、法律を裁可して、その公布及び執行を命じる。